# Publications of the Astronomical Society of Japan
Publications of the Astronomical Society of Japan (abrégé en Publ. Astron. Soc. Jpn. ou PASJ), est une revue scientifique à comité de lecture spécialisée en astronomie et astrophysique créé en 1949 par la société astronomique du Japon. De sa création à 1985, il était publié de façon trimestrielle. Il est devenu bimestriel en 1986. Depuis sa création un numéro par an est édité en quatre puis six volumes. Le journal est référencé par la base de données bibliométrique Astrophysics Data System (ADS).
D'après le Journal Citation Reports, le facteur d'impact de ce journal était de 5,022 en 2009. Actuellement, la direction de publication est assurée par T. Shigeyama.